# حاسة
الحَواسّ (جمع حاسّة) هي وسائل الإدراك لدى الكائنات الحية، فهي تعمل على مساعدتها في التعرف على الأشياء وتصنيفها لإدراك أهميتها. تتداخل المفاهيم للحواس من الناحية النظرية في مجالات البحث والدراسة لمجموعة متنوعة من التخصصات، ولا سيما علم الأعصاب، علم النفس الإدراكي (المعرفي أو السلوكي)، وفلسفة الإدراك. فلكل مجال مفاهيم مختلفة للحواس.
لا يوجد اتفاق ثابت بين أطباء الأعصاب بالنسبة لعدد الحواس بسبب اختلاف المفاهيم لمسببات الشعور (الإحساس). هناك تعريف واحد لحالة الحواس الخارجية (خارجي الاستقبال) كلية الشعور هو الذي ينظر إلى المحفزات الخارجية للإحساس. الحواس الخمس التقليدية هي البصر والسمع والشم والتذوق واللمس ويعود هذا التصنيف إلى أرسطو.
البشر لديهم ما لا يقل عن ستة أحاسيس إضافية (مجموعها أحد عشر بما فيها أحاسيس مشاعرهم الداخلية) كمشاعر: الألم؛ التوازن؛ إدراك الحركة (الشعور بتسارع الأشياء); الشعور بالوقت؛ الشعور بالإتجاه (القدرة على إدراك التحول في المجال المغناطيسي).
كتعريف مقبول على نطاق واسع لمصطلح الحواس هو"النظام" الذي يتكون من مجموعة الخلايا الحسية التي تستجيب لأنواع محددة من الظواهر المادية، وهذا يتطابق مع مجموعة معينة من المناطق داخل المخ القادرة على استقبال تلك المؤثرات وتفسيرها لإدراك معين. الخلافات حول عدد من الحواس عادة ما تنشأ فيما يتعلق بتصنيف مختلف لأنواع الخلايا، ورسم خرائط لمناطق الدماغ.

## الحواس الخمس التقليدية
الحواس الخمس التي يمتلكها الإنسان هي بمثابة النوافذ الطبيعية بينه وبين العالم الخارجي التي تربط الوجود الخارجي بذهنية الإنسان، وضعها أرسطو في ما قبل الميلاد.

### البصر
الرؤية أو البصر هي قدرة الدماغ والعين على كشف الموجة الكهرومغناطيسية للضوء لتفسير صورة الأفق المنظور.العين ترى الموجودات لتميز الألوان والأشكال وتكشف النور عن الظلام، لذا عندما يمر الضوء من عدسة العين يؤدي ذلك إلى أنعكاس الصور المنظورة على شبكية العين التي تَنْقُل بدورها الصورة للدماغ القادر على إدراكها. حاسة البصر هي المعيار بين القدرة على الرؤية والعمى.

### السمع
هي قدرة الأذن على التقاط ترددات الموجات الصوتية المنتقله عبر الهواء وإدراكها، فالأذن تميز الأصوات لتعرف صوت الصديق عن غيره ولتميز أيضا بين أصوات الطبيعية كخرير الماء وحفيف الشجر وأصوات الحيوانات كصهيل الخيل وزئير الأسد وفحيح الأفعى وزقزقة العصافير وكذلك تميز بين أصوات المكائن والآلات الميكانيكية وبين أصوات الطائرات الحربية عن الطائرات المدنية وبين أزير الرصاص وصوت القذائف وهكذا، لذا فحاسة السمع هي المعيار بين القدرة على تمييز الأصوات وبين الصمم.

### الشم
هي قدرة الأنف على تمييز الروائح المتنوعة، فحين استنشاق رائحة ما يُمَرِّر الانف الجزيئات المختلفة لتلك الروائح التي تثير بدورها مستقبلات الشم لتحدث تفاعل كيميائي معين يوصل للدماغ نوع تلك الرائحة وبالتالي يتمكن الدماغ من تميز الروائح المختلفة والمختلطة ليدرك نوع تلك الروائح، فيميز العطور الجميلة عن الروائح الكريهة أيا كان المصدر بل ويميز العطور الجميلة ذاتها في درجة التركيز أو الخفة حسب المصادر.
تعد حاسة الشم جزء هام من أجزاء الجهاز التنفسى وأن جهاز الشم، في تصميمه الأساسي، مماثل لأجهزة الحواس الأخرى، فهناك خلايا قادرة على استقبال المحفزات، وخلايا عصبية تقوم بنقل الرسائل التي تقول بانها استقبلت محفزات مثل هذه، وأجزاء من الدماغ تقوم بمعالجة المعلومات الواردة إليه وتحويلها إلى إحساس وأفكار مرتبطة بذلك الإحساس؛ كما تصنف حاسة الشم على أنها من الحواس الكيميائية؛ «كما يحتوي الأنف على نهايات للأعصاب من أوردة وشرايين تعمل على تدفئة الهواء»، ويحتوي الأنف أيضا على الشعر لمنع دخول الأتربة والغبار، ويحتوي على السائل المخاطي وذلك لترطيب الجو.

### التذوق
هي قدرةاللسان على تمييز الطعم والذوق للمواد المختلفة، فعند تمرير الأطعمة عبر الفم يستطيع اللسان تمييز تلك الأذواق المختلفة بواسطة براعم اللسان لتحدث تفاعل كيميائي من مستقبلات الدماغ لتصل الإشارات الحسية لأجزاء مختلفة منه تستطيع من خلالها تمييز الطعم ليكتشف الطعم الحلو عن المر عن المالح والحار عن البارد، لذا فحاسة التذوق هي المعيار بين احساس التذوق وفقدان الحس على التذوق.
ترتبط حاسة التذوق بحاسة الشم، حيث نستطيع إدراك طعم الشئ من رائحتة، ونميز الشئ من طعمة وتنتشر على اللسان حلمات التذوق مختلفة الشكل والحجم وتحتوى على خلايا حسية تميز بين (الحلو، المالح، المر والحامض)، وينتقل الحس بالتذوق، على هيئة نبضات عصبية إلى القشرة المخية حيث يُدْرَك الطعم.

### اللمس
هي قدرة الأطراف على تمييز سمات الأشياء والتعرف على خصائصها، فعند ملامس الأطراف لشيء ما يقوم الجلد بوظيفة الموصل للنهايات العصبية التي تقوم بدورها بالاستجابة ونقل سمات والصفات المحسوسات إلى الدماغ ليُفَسِّرها ويُدْرِكها. فيميز الخشن عن الناعم كما يميز الاسطح الساخنة على الباردة وهكذا. لذا فالخدر أو التخدر هو فقدان القدرة على الإحساس باللمس.
في دراسة الحواس ندرك بأن هذه الحواس لها مدى محدود لا تستطيع أن تتجاوزه والواقع العملي أثبت هذه المسألة حيث إن الحواس الخمس بأجهزتها المعقدة فإنها محدودة بحدود معينة وبقدرات معينة لا يمكن تجاوزها فمثلا وببساطة لا يمكن أن نرى ماذا يجري حاليا في شوارع باريس لأن أعيننا قاصرة عن تحقيق هذا الهدف كما لا يمكن أن نرى ماذا يجري في الشارع المجاور لنا وحتى خلف جدران غرفتنا لا نستطيع رؤيته لأن الجدار يحجب عن قدرة العين الباصرة. وحاسة الأذن كذلك، لها ذبذبات معينة تتمكن أن تسمع فيها فلو زادت عن هذا الحد الطبيعي أو نقصت لم نستطع سماع شيء ما، ففي عالم النمل مثلا لا نستطيع سماع الحوار الدائر بين أفراد النمل بالرغم من أننا ندرس عن هذه المملكة وجيوشها ونظامها، كل ذلك لأن قدرة استيعاب الأذن لذبذبات الصوت قدرة محدودة وما ينطبق على حاسة السمع ينطبق كذلك على حاسة الشم واللمس أي أن هذه الحواس محدودة القدرة والقابلية.